# 宗古尔达克省
宗古爾達克省（土耳其語：Zonguldak）是土耳其西北部黑海沿岸的一個省。面積3,470平方公里，2007年人口558,645人。首府宗古爾達克。
下分六縣。
41°18′N 31°42′E / 41.3°N 31.7°E